# اسفر ملواشی
اسفر ملواشی (مندایی: ࡎࡐࡀࡓ ࡌࡀࡋࡅࡀࡔࡉࡀ) از متون دینی مندائیان است که به گاه‌شماری مندایی و نجوم اختصاص دارد. در این کتاب تعیین روش تعیین نام دینی یا ملواشه توضیح داده شده که برپایه ساعت و روز و ماه و سال تولد و نیز نام مادر انجام می‌شود. این کتاب جزو طومارهای مندائی است که به زبان مندائی نوشته شده‌است.